# 小倉宮
小倉宮（おぐらのみや）は、日本の皇室における宮家の一つ。室町時代に存在した。

## 概要
旧南朝の系統に属する宮家で、初代は第99代後亀山天皇の皇子・恒敦（つねあつ）。嵯峨小倉山下に住したので小倉宮と呼ばれた。
皇位継承や幕府の権力闘争に翻弄され、自らも皇位を競望して兵事に参画するなど、後醍醐帝以来の流儀を貫いた末に絶家した。

## 経歴
足利義満の主導で実現した南北朝合一では、「両朝御流相代之御譲位」、つまり以後は旧北朝と旧南朝が交互に皇位に即くという約束だった。しかし、その約束は後小松天皇の認めるところではなく、後小松天皇の後継を定める立太子もないまま応永15年（1408年）には義満が死去。そんな中、応永17年（1410年）になって後亀山院は突如として吉野へ出奔。その理由について伏見宮貞成親王の日記『看聞御記』では「此五六年被號御窮困」としており、経済的困窮が理由とされているものの、村田正志は「もちろんこれがその理由のみではなく、また一方では、義満が在世中にはまだ皇太子が定まらなかったけれども（略）」と、南北朝合一の約束が果たされなかったことに対する抗議の意味が込められていたという見方を示しており、森茂暁も「後亀山の最大限の抗議行動とみてよい」としている。しかし、そうした政治的デモンストレーションは結局、何の実りももたらさなかった。応永18年（1411年）11月、後小松天皇は第一皇子の躬仁を皇太子とし、応永19年（1412年）8月、称光天皇が践祚した。わずか11歳という幼さだった。それから4年後の応永23年（1416年）9月、後亀山院は嵯峨に還御。『看聞御記』によれば、室町殿（足利義持）よりの再三の申し入れに応じての還御という。そして、応永31年（1424年）4月12日、崩御。醍醐寺座主・満済の日記『満済准后日記』によれば「大覚寺法皇崩御。雷鳴最中云々」。
その後亀山院に恒敦という皇子がいたことを伝えているのが前内大臣・万里小路時房の日記『建内記』で、嘉吉3年（1443年）5月9日の条として「南方小倉宮」の入滅について記しつつ割注として「後醍醐院玄孫、後村上曾孫、後亀山院御孫、故恒敦宮御子」云々（さらに岩波書店刊『大日本古記録 建内記（六）』では「恒敦宮」に校訂者注として「良泰親王」と傍記されており、『國史大辞典』でも「後亀山天皇の皇子良泰親王」とされている。これに対し、森は「恒敦宮を良泰親王とする意見があるが、その根拠は定かでない」としており、本記事でも「恒敦」と表記する。なお、恒敦宮と良泰親王は別人物とする説もある。詳しくは「良泰親王」参照）。これにより、後亀山院には恒敦という皇子がおり、これが初代小倉宮であることが裏付けられる。ただし、森によれば小倉宮恒敦の関係史料は乏少で、この記事の他には権大納言・中山定親の日記『薩戒記』の目録の応永29年（1422年）7月15日の条として「小倉殿御入滅事」とあるのが唯一という。森はこの「小倉殿」が小倉宮恒敦であるとしており、であるならば恒敦は父である後亀山院に先立って亡くなったことになる。また、後亀山院が吉野へ出奔した砌、皇子である恒敦が同行したのかどうかも一次史料では裏付けられない。
一方、11歳で践祚した称光天皇だが、生来病弱で、応永25年（1418年）には京都五山の寺院で病気平癒の祈祷も行われている。しかし、その霊験もなく、応永32年（1425年）にはいよいよ病状は深刻な事態に。称光天皇には皇子がなかったため、持明院統（北朝）嫡流の断絶が確実となった。この機を捕え、南朝支持者が皇位を所望する旨を申し入れたとされる。しかし、朝廷・幕府の方針は既に伏見宮貞成親王の子・彦仁王の擁立で内々に一決していたので、申し入れが聞き入れられることはなかった。この際、南朝支持者が擁立を図ったのが上述『建内記』嘉吉3年5月9日の条に見える「南方小倉宮」こと第2代小倉宮（通常は小倉宮聖承と呼ばれるものの、「聖承」は出家後の法名で、俗名については『建内記』でも「俗名可尋之」とされており、定かではない。また岩波書店刊『大日本古記録 建内記（六）』では校訂者注として「泰仁王」と傍記されているものの、これについても森は「根拠は明確ではない」としており、この時点ではまだ出家前ではあるものの、便宜上、本記事でも以降は「聖承」と表記する）と考えられる。森によれば「皇位の回復のため最も派手に動き回ったのは、この二代目小倉宮聖承」で、この時も最早南北朝合一の約束は反故になったと確信した聖承は、正長元年（1428年）7月6日、伊勢国国司で南朝側の有力者である北畠満雅を頼って居所の嵯峨から逐電。満雅はこの当時、幕府と対立していた鎌倉公方・足利持氏とも連携し、聖承を奉じて蹶起した。しかし、持氏が幕府と和解したことにより、この動きは大きな広がりを見せることはなかった。そして、正長元年12月21日、雅満は伊勢国守護・土岐持頼に敗れて戦死。その後も聖承は伊勢国に留まって抵抗を続けたものの、満雅亡き後の北畠家は嫡子・教具がまだ7歳と幼かったこともあって最終的には幕府との和睦を選択。そのため、聖承の処遇が問題となる。『建内記』によれば、永享2年（1430年）2月頃より聖承側と万里小路時房の間で帰京のための条件が話し合われていることが読み取れる。それによると、最も大きな懸案となったのは帰京後の生活費で、当面は諸大名の国役として「万疋」を供出し、これを生活費に充てることで決着。また『建内記』からはうかがえないものの、帰京後の永享2年11月、当時、12歳の聖承の子息が足利義持の猶子となった上で真言宗勧修寺門跡に入室しており（法名「教尊」。なお、「教」の字は足利義教の一字を「拝領」したものという）、村田は「皇位の御望みを絶たしめ奉ろうとしたものと思われる」という見方を示しており、これも条件の一つであった可能性もある。
こうして祖父・後亀山と同じく聖承の出奔も何の実りももたらすことなく失敗に終わることとなるが、その後の暮しも容易なものではなかったようで、諸大名から供出されることになっていた銭貨（当時の史料では「小倉宮用途」「小倉宮御月棒」と表現されている）の納入は滞りがちで、永享4年（1432年）2月の段階では「去年以来その沙汰を致すべき旨領掌申すの処、一向に面々無沙汰。すでに餓死に及ぶべきやの由、小倉宮状をもつて歎き申さるゝなり」という有り様だった。そのためか、永享6年（1434年）2月には子につづいて自らも出家、戒師を務めたのは長慶天皇の皇子でもある海門承朝で、法名「聖承」も海門承朝より授けられたものという。そして、『看聞御記』によれば、嘉吉3年（1443年）5月7日逝去。また唯一の遺児と思われる教尊は同年9月23日に起こった禁闕の変への関与が疑われて捕縛。勧修寺の歴代長吏について記した『勧修寺長吏系伝略』には隠岐に配流となり、11月28日示寂とあるという。かくて、史料の上では小倉宮家は絶家した。
しかし、文明元年（1469年）に紀伊国で南朝の遺臣が「小倉宮御息」を担いで反乱を起こすという事態が発生。折しも京都では細川勝元率いる東軍と山名宗全率いる西軍が睨み合う大乱（応仁・文明の乱）の真っ只中であり、後花園法皇や後土御門天皇を取り込んで優位に立つ東軍への対抗上、西軍の山名宗全はこの「小倉宮御息」を自軍に引き込むことを画策。紀伊に地盤を持つ畠山義就は難色を示したものの、足利義視ら西軍大名の説得もあって、文明3年（1471年）8月に正式に京に迎え入れられた。『大乗院寺社雑事記』文明3年閏8月9日の条によれば「京都西方に新主上取り立て申さるると云々（京都西方ニ新主上被申取立云々）」。森は「このようにして、小倉宮流の「新主」「南帝」は擁立された。後醍醐天皇の系譜を引く「南帝」にとってももっとも晴れやかな時期であったに相違ない」としている。しかし、それもつかのまのことだった。文明5年（1473年）3月18日、後ろ盾だった宗全が突然の死去。そして「新主」「南帝」の消息は『大乗院寺社雑事記』でも絶えて伝えられなくなる。
その後、「小倉宮御息」の消息が伝えられるのは文明11年（1479年）になってからで、壬生晴富の日記『晴富宿禰記』の7月11日の条として「南方宮、今時越後越中次第国人等奉送之、著越前国北庄給之由」云々。しかし、以降の消息を伝える史料は見つかっていない。またこの「西陣南帝」とも呼ばれる人物の素性も明らかとはなっていない。

## 歴代当主
|  |  |  |  |  |  |  |  |  |  |  |  |                     |  |  |  |  |  |  |  |  |  |  |  |  |  |  |  |  |  |
|  |  |  |  |  |  |  |  |  |  |  |  | 99代天皇 後亀山天皇 |  |  |  |  |  |  |  |  |  |  |  |  |  |  |  |  |  |
|  |  |  |  |  |  |  |  |  |  |  |  |                     |  |  |  |  |  |  |  |  |  |  |  |  |  |  |  |  |  |
|  |  |  |  |  |  |  |  |  |  |  |  | 初代小倉宮 恒敦王   |  |  |  |  |  |  |  |  |  |  |  |  |  |  |  |  |  |
|  |  |  |  |  |  |  |  |  |  |  |  |                     |  |  |  |  |  |  |  |  |  |  |  |  |  |  |  |  |  |
|  |  |  |  |  |  |  |  |  |  |  |  | 2代小倉宮 某王 聖承 |  |  |  |  |  |  |  |  |  |  |  |  |  |  |  |  |  |
|  |  |  |  |  |  |  |  |  |  |  |  |                     |  |  |  |  |  |  |  |  |  |  |  |  |  |  |  |  |  |
|  |  |  |  |  |  |  |  |  |  |  |  | 3代小倉宮 某王 教尊 |  |  |  |  |  |  |  |  |  |  |  |  |  |  |  |  |  |

## 関連作品
- 澤田ふじ子「むなしく候 小倉宮挙兵」（『村雨の首』所収）
- 朝松健「けふ鳥」（『一休闇物語』所収）